# Sân bay Sir Bani Yas
Sân bay Sir Bani Yas (ICAO: OMBY ) là một sân bay phục vụ cho đảo Sir Bani Yas ở Các tiểu vương quốc Ả Rập thống nhất.